# Williams Engine

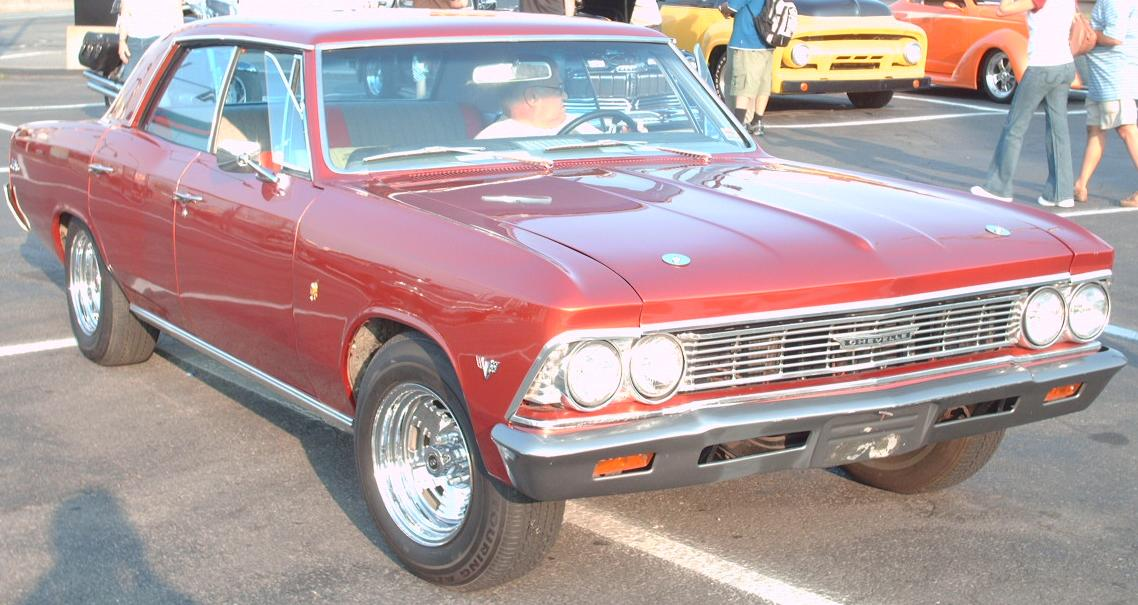
Der Chevrolet Chevelle (1966) wurde von Williams auf Dampfantrieb umgebaut

Die Williams Engine Company war ein US-amerikanischer Automobilhersteller.

## Unternehmensgeschichte
Die Brüder Calvin und Charles Williams leiteten das Unternehmen mit Sitz in Ambler (Pennsylvania). Zwischen 1957 und 1968 stellten sie Dampfautos her. Dann wurde das Unternehmen aufgelöst. Zwischen 1972 und 1991 entstanden in einem neuen Unternehmen, zu dem nun auch ein weiterer Bruder gehörte, weitere Entwicklungen.

## Fahrzeuge
Williams baute benzingetriebene Wagen, vornehmlich von Chevrolet, auf Dampfantrieb um. 1957 wurde ein zweisitziges Cabriolet vorgestellt. 1963 folgte ein Wagen mit Victress-GFK-Karosserie für US$ 7000,–, 1966 ein Dampfwagen auf Basis des Chevrolet Chevelle für US$ 10.250,–.